# Ґад Фредерік Клемент
Ґад Фредерік Клемент (дан. Gad Frederik Clement, часто G. F. Clement, 1867—1933) — данський художник. Зіткнувшись спершу з французькими символістами, він пізніше захопився періодом італійського Відродження, а згодом працював у більш спокійному стилі реалізму в Скагені та Чивіта-д'Антіно.

## Молодість і освіта
Народився у Фредеріксберзі в сім'ї бухгалтера. Після навчання у ролі домашнього художника вивчав мистецтво під керівництвом Ганса Ґронвольда (Hans Grønvold) у Технічній школі Копенгагена (1883–1885). Пізніше навчався у Данській королівській академії витончених мистецтв, яку закінчив у 1888 році. Далі навчався у Лауріца Туксена (Laurits Tuxen) та Франса Шварца (Frans Schwartz) у Вільній школі художників Kunstnernes Frie Studieskoler (1888–92).

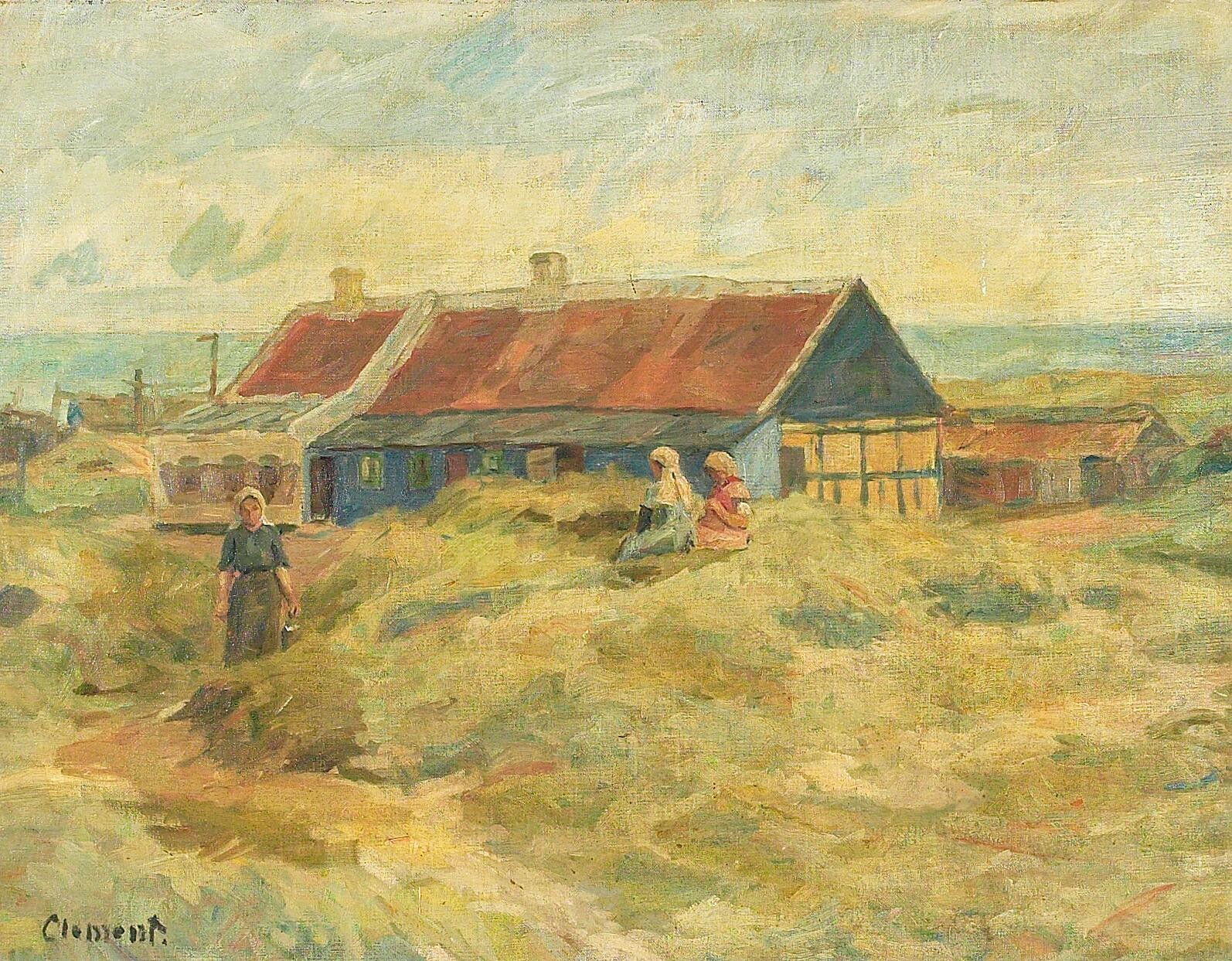
G. F. Clement: The Blue House in Skagen

## Творчість
У ранні роки Клемент був під значним впливом свого друга Могенса Балліна (Mogens Ballin), який познайомив його з модерновими французькими символістами. У 1890 році його представили Полю Гогену та його друзям у Франції, завдяки чому Клемент почав спілкуватися з Йоганном Йоргенсеном (Johannes Jørgensen), що працював у символістському журналі Taarnet. Символізм чітко проглядається у роботі Клемента Den hellige Frans og de tre hvide jomfruer та інших, які виставлялися у Kunsthal Charlottenborg у 1893.
Однак подорожі до Італії з 1890 року скоро захопили його мистецтвом італійського ренесансу — він копіює роботи Мазаччо та Лоренцо ді Креді. Чіткість і кольорову гаму цього стилю можна побачити у картинах Portræt af en landsbypræst, pastor Vaupell (1894) та Fru Bertha Brandstrup (1898). На початку наступного століття Клемент відходить від цього вимогливого стилю і віддає перевагу більш спокійному реалізму.
Він починає зосереджуватися на пейзажах, особливо в Італії, де він подорожує до Риму, а також у Чивіта-д'Антіно у 1900—1904 роках. Також він стає частим відвідувачем спільноти художників у Скагені на півночі Ютландії, де вони з дружиною Тупсі часто бували у компанії Лауріца Туксена та Віґґо Йогансена (Viggo Johansen). З 1920 року подружжя літо переважно проводять в Італії. Крім ландшафтів, він також малює портрети, квіти та інтер'єри. Те, як він зображає дітей, розкриває несентиментальне розуміння художником героїв своїх картин.

## Сім'я
У 1902 році, у Римі, Клемент одружується з норвезькою художницею на ім'я Марта Кароліна Єбе (відома далі як Тупсі Клемент), яка разом з ним їздила щоліта до Скагена і згодом в Італію. Тупсі Клемент пережила чоловіка; дітей у них не було.

## Нагороди
Клемент був членом Ради Академії (1920–1929). Отримав чимало нагород, у тому числі Премію Академії та золоту медаль у Мюнхені.